# Bataille de la route de La Corogne
Guerre d'Espagne
On désigne sous le nom de bataille de la route de La Corogne  un ensemble de combats qui ont été livrés lors du siège de Madrid entre les forces nationalistes et les troupes républicaines. Les opérations se déroulèrent entre le 29 novembre 1936 et le 15 janvier 1937, près de la route de La Corogne, à l'ouest de Madrid.

## Contexte

### Conditions stratégiques
La bataille de Madrid, en novembre 1936, avait amené les deux armées à camper sur leurs positions, les républicains ayant réussi à empêcher les nationalistes de prendre la ville, mais sans pouvoir les repousser plus loin que les faubourgs à l'ouest et au sud de la capitale espagnole. Leur situation était d'autant plus inconfortable que les républicains, à Pozuelo de Alarcón et à la Cité universitaire, les attaquaient inlassablement, en particulier dans le secteur de la Casa de Campo. 
Les franquistes se résolurent alors à une opération de grande envergure. Le but était d'avancer sur la route de La Corogne à la hauteur d'Aravaca, afin de bénéficier d'une position dominante sur toute la rive du Manzanares et de couper par la même occasion les lignes de communication entre Madrid et le reste de l'Espagne.

### Forces en présence

#### Première offensive
Lors de la première offensive participèrent au combat un nombre plus réduit d'hommes que dans les semaines suivantes. Les nationalistes créèrent trois colonnes et un groupement d'artillerie, soit 7 000 regulares et légionnaires, tous placés sous le commandement du colonel Francisco García Escámez : 
- la colonne de Ventorro del Cano, menée par le lieutenant-colonel Siro Alonso, chargée de fournir le principal effort et d'attaquer Pozuelo, et de tenir Boadilla del Monte et Aravaca ;
- la colonne de Caballería, menée par le lieutenant-colonel Marcelino Gavilán, chargée de couvrir son flanc gauche, devait avancer par la même route ;
- la colonne de la Casa de Campo, menée par le lieutenant-colonel Bartoméu, chargée du flanc droit, devait attaquer par la Casa de Campo et Húmera.

Du côté républicain, le secteur de Pozuelo était défendu par la 3e brigade du commandant José María Galán. Elle était composée d'environ 3 200 hommes dans les derniers jours de novembre.

## Combats

### Première offensive (29 novembre - 3 décembre 1936)
Le 29 novembre, les nationalistes lancèrent leur première attaque, qui surprit les républicains. Ils avancèrent jusqu'aux portes de Pozuelo, grâce à l'avancée de la colonne du lieutenant colonel Siro Alonso sur 5 kilomètres. L'aile gauche, menée par le lieutenant-colonel Marcelino Gavilán avança au même rythme, tout comme la colonne du lieutenant-colonel Bartoméu, qui atteignit le sud de Húmera. À la fin de la journée, les troupes rebelles furent cependant freinées, à Pozuelo comme à Húmera, la 3e brigade républicaine résistant bien aux assauts ennemis, malgré l'infériorité numérique et le manque d'artillerie. Son chef, José María Galán, fut blessé cependant, et remplacé par le capitaine Emeterio Jarillo.
Le 30 novembre, la 3e brigade républicaine fut renforcée par l'arrivée de quatre bataillons, dont un était issu des brigades internationales. La résistance s'organisa autour des nombreuses résidences d'été que comptait Pozuelo. Cela n'empêcha pas les franquistes d'attaquer inlassablement le secteur, sans résultat effectif. 
Le 1erdécembre et le lendemain, les républicains passèrent à la contre-offensive, d'abord dans le secteur de Casa de Campo, puis à Pozuelo. Recevant l'appui de chars, ils arrivèrent à récupérer le terrain perdu au sud de Pozuelo, et empêchant la reprise de toute action significative des nationalistes à Húmera le 3 décembre. Ne pouvant pas rester sur cette position instable, les nationalistes furent poussés à lancer une nouvelle offensive.

### Deuxième offensive (14 décembre - 23 décembre 1936)
José Enrique Varela attaqua la route de la Corogne à la mi-décembre. Deux semaines plus tard, aux premiers jours de janvier, il en tenait une portion de 11 kilomètres. 

### Troisième offensive (3 janvier - 15 janvier 1937)
Les républicains contre-attaquèrent avec le soutien des brigades internationales.
Ayant reçu suffisamment de renforts, les franquistes reprirent leur offensive le 3 janvier 1937. Le flanc droit des républicains fut enfoncé, les nationalistes parvenant à couper la route de La Corogne, mais le flanc gauche résista, en particulier à Pozuelo. L'usage intensif de l'artillerie franquiste provoqua de lourdes pertes dans le camp adverse, ce qui força les forces du 5e régiment de Juan Modesto à se replier.
Le général José Miaja réagit vivement en faisant désarmer les hommes qui reculaient, et envoya à leur place les brigadistes de la XIIe brigade et les soldats de la brigade de Líster. Quant à la XIVe brigade internationale, basée à Cordoue, elle fut placée sur le front madrilène à Las Rozas de Madrid. Le 7 janvier, le bataillon Thälmann défendit ce village au prix de lourdes pertes - seuls 35 survivants en revinrent. 
À la mi-janvier, les deux camps, épuisés, arrêtèrent les combats dans la zone. Le front se stabilisa.

## Conséquences
Les pertes des deux armées furent particulièrement élevées, comme lors des affrontements à Las Rozas de Madrid. Les républicains finirent par reconquérir plusieurs villages à l'ouest de Madrid, comme Majadahonda, Villanueva de la Cañada, Pozuelo et Boadilla del Monte. L'étau franquiste sur Madrid se relâcha un peu.